# Poção
Poção is een gemeente in de Braziliaanse deelstaat Pernambuco. De gemeente telt 11.503 inwoners (schatting 2009).